# Freestylers
Freestylers est un groupe britannique de musique électronique.

## Carrière
Le nom du groupe vient de Don't Stop The Rock.

## Discographie

### Albums
- The Coming Storm (2013)
- Adventures in Freestyle (2006)
- Raw as Fuck (2004)
- Pressure Point (2001)
- We Rock Hard (1998)

### Singles
- Dynamite Love (2007)
- Electrified (2007)
- In Love With You (2006)
- Painkiller (avec Pendulum & Sirreal) (2006)
- Boom Blast (avec Million Dan) (2005) #75 UK
- Fasten Your Seatbelts (avec Pendulum) (2005)
- Get A Life (2004)
- Push Up (avec Theo) (2004)
- Told You So (2002)
- Here We Go (1999
- B-Boy Stance (avec Tenor Fly) (1998)
- Ruffneck (avec MC Navigator) (1998)
- Warning (avec MC Navigator) (1998)
- Adventures in Freestyle EP (1997)
- Uprock EP (16 juin 1997)
- Freestyle EP (1996)
- Now Is The Time
- Get Down Massive